# Antonio De Boni
Antonio De Boni (Villabruna, 1739 – Villabruna, 24 marzo 1811) è stato un architetto italiano.
Visse nel periodo di transizione tra il tardobarocco e il neoclassico, influenzato inoltre dal neopalladianesimo propugnato da Giannantonio Selva.

## Biografia
Figlio di Bonifacio, sposò Bortola Martini che gli diede Sebastiano, Giacomo e Giovanni Luigi, i quali seguirono le sue orme in campo artistico.
Una sua missiva indirizzata a Giannantonio Moschini nel 1808 ci offre diverse informazioni sul suo conto: allievo di Francesco Maria Preti, prima di quella data aveva progettato le tre chiese di Santa Giustina, Roana (distrutta durante la Grande Guerra) e San Giorgio di Perlena; a queste va aggiunta la parrocchiale di Pedavena, della quale fu più probabilmente il restauratore.
A cavallo fra i due secoli realizzò, in località Telva, la villa del vescovo di Feltre Bernardo Maria Carenzoni. In questo caso il De Boni abbandonò il suo consueto stile neopalladiano, avvicinandosi alle case padronali della zona. Gli viene attribuita con una certa sicurezza l'oratorio di San Francesco a Facen, datato 1790: anche in questo caso le linee si discostano dai modelli precedenti (e specialmente dalla chiesa di Santa Giustina), con aggetti poco marcati e delle lesene a sostenere il frontone.
Nel 1808 si occupò della costruzione della parrocchiale di Quero, disegnata dal figlio Sebastiano. Dalla lettera suddetta sappiamo, poi, che concepì l'arcipretale di Cesiomaggiore nel 1785 e curò la realizzazione della parrocchiale di Villabruna, ancora su progetto di Sebastiano. Lavorò anche al riadattamento di vari altri luoghi di culto sparsi tra il Bellunese, il Vicentino e il Trevigiano (per esempio la chiesa di Mussolente, conclusa nel 1802).